# Arturo Mari
Arturo Mari (ur. 15 maja 1940 w Rzymie) – fotograf watykański, osobisty fotograf papieża Jana Pawła II. Jest autorem wielu albumów poświęconych Janowi Pawłowi II, wykonał ponad milion jego zdjęć. Pracował jako fotograf kolejnych papieży przez 53 lata.

## Życiorys
Swoją pracę rozpoczął 9 marca 1956 za pontyfikatu Piusa XII. Potem, stale jako fotograf L’Osservatore Romano, towarzyszył kolejnym papieżom: Janowi XXIII, Pawłowi VI, Janowi Pawłowi I, Janowi Pawłowi II, aż po pontyfikat Benedykta XVI. Podczas swojej wieloletniej fotograficznej pracy przy boku papieża nigdy nie wziął ani jednego dnia urlopu. Jana Pawła II fotografował aż do śmierci. Ostatnie jego zdjęcie wykonał w dniu pogrzebu. Wspomnienia Arturo Mari z życia obok Jana Pawła II spisał Jarosław Mikołajewski w książce „Do zobaczenia w raju”.
W czerwcu 2007 r. przeszedł na emeryturę. Miejsce Arturo Mariego zajął jego uczeń i asystent Francesco Sforza.

## Publikacje
Wydane w Polsce albumy i książki ilustrowane z fotografiami Artura Mari:
- Seria Dzieje Wielkiego Pontyfikatu 1978-2005 (27-tomowa fotokronika posługi Jana Pawła II, dotychczas ukazały się tomy 1–21 oraz 25–27), wyd. Biały Kruk, Kraków 2006–2010
- Z potrzeby serca. Pielgrzymka Ojca Świętego do Ojczyzny ‘99, wyd. Biały Kruk, Kraków 1999
- Wielki Tydzień z Janem Pawłem II (współautor zdjęć Adam Bujak), wyd. Biały Kruk, Kraków 2000
- Pielgrzymka narodowa, wyd. Biały Kruk, Kraków 2000
- Tak Chrystusowi. Jubileusz Młodych Rzym sierpień 2000, (współautor zdjęć Adam Bujak), wyd. Biały Kruk, Kraków 2000
- Zamach, czyli jak zło w dobro się obróciło, wyd. Biały Kruk, Kraków 2001
- Kronika Roku Świętego 2000 (współautor zdjęć Adam Bujak), wyd. Biały Kruk, Kraków 2001
- Święty Ojciec Pio. Ilustrowane dzieje życia i kultu (współautor zdjęć Adam Bujak), wyd. Biały Kruk, Kraków 2002
- Wołam o pokój. Pielgrzymka Ojca Świętego do Azerbejdżanu i Bułgarii, wyd. Biały Kruk, Kraków 2002
- Źródło nadziei. Pielgrzymka Ojca Świętego do Ojczyzny 2002 (współautor zdjęć Adam Bujak), wyd. Biały Kruk, Kraków 2002
- Matka Teresa i jej Papież, wyd. Biały Kruk, Kraków 2004
- Jan Paweł II. Dzień po dniu. Ilustrowane Kalendarium Wielkiego Pontyfikatu 1978-2005 (współautor zdjęć Adam Bujak), wyd. Biały Kruk, Kraków 2005
- Święty Ojciec. Zwierzenia papieskiego fotografa Arturo Mari, wyd. Biały Kruk, Kraków 2005
- Nie ma solidarności bez miłości, wyd. Biały Kruk, Kraków 2005
- Pokolenie J.P.II (współautor zdjęć Adam Bujak), wyd. Biały Kruk, Kraków 2005
- Ufne serca. Jan Paweł II i dzieci Pamiątka Pierwszej Komunii Świętej, wyd. Biały Kruk, Kraków 2005
- Kto wierzy, nigdy nie jest sam. Pielgrzymka Ojca Świętego do jego bawarskiej ojczyzny (współautor zdjęć Leszek Sosnowski), wyd. Biały Kruk, Kraków 2006
- Pielgrzymki światowe (współautor zdjęć Adam Bujak), wyd. Biały Kruk, Kraków 2006
- Z serca błogosławię (współautorzy zdjęć Adam Bujak, Marcin Bujak), wyd. Biały Kruk, Kraków 2006
- Wigry z Janem Pawłem II (współautor zdjęć Ireneusz Dziugieł), wyd. Biały Kruk, Kraków 2009

## Odznaczenia
- Krzyż Oficerski Orderu Zasługi Rzeczypospolitej Polskiej (2014, „za wybitne zasługi w dokumentowaniu dzieła życia Jana Pawła II i wielkości Jego pontyfikatu”)[3]